# Marcjan Tryzna
Marcjan Tryzna herbu Gozdawa (zm. 17 maja 1643) – biskup rzymskokatolicki.

## Życiorys
Pochodził z rodziny unitów. Pełnił kolejno funkcje: proboszcza trockiego, opata komendatoryjnego w Wąchocku i kanonika wileńskiego. Od 1639 sufragan białoruski i tytularny biskup Mallus, biskup pomocniczy wileński w latach 1639-1643, duchowny referendarz wielki litewski w 1631 roku, pisarz wielki litewski w 1628 roku, podkanclerzy litewski w 1641 roku, sekretarz Jego Królewskiej Mości, prepozyt wileński, trocki i gieranoński.
Był elektorem Władysława IV Wazy z powiatu pińskiego w 1632 roku.